# 116.º Regimiento de Maniobras Operacional
El 116º Regimiento de Maniobras Operacional (116.º RMO) (en árabe argelino: الفوج 116 للمناورات العملياتية) es un regimiento de fuerzas especiales perteneciente a las Fuerzas Terrestres de Argelia

## Historia
El 116.º RMO es un regimiento reciente ya que fue creado en 2015, unos meses después de la disolución del Grupo de Intervención Especial (GIE), el 116° Regimiento fue creado para reemplazar a esta unidad.
Tras la disolución del GIE, las fuerzas terrestres del Ejército Nacional Popular de Argelia decidieron crear una nueva unidad de élite para sustituir al GIE. Sin embargo, el 116.º RMO tiene un estatus diferente, ya que no depende directamente de los servicios de la inteligencia militar argelina, como era el caso del anterior GIE, sino que pertenece directamente al mando de las fuerzas terrestres argelinas. Los comandos argelinos siguen las órdenes del Jefe del Estado Mayor del Ejército Argelino y sus misiones son dirigidas por el Estado Mayor y la Plana mayor de las Fuerzas Armadas Argelinas.
Además, el 116.º RMO es descendiente del GIE, por lo que este regimiento asumió de forma natural las mismas misiones que éste, y por tanto es capaz de realizar operaciones muy diversas y variadas.
El 116.º RMO se unió a sus hermanos del 104.º Regimiento de Maniobras Operacional, un regimiento de fuerzas especiales, con unas capacidades y un rol parecido al desempeñado por los Boinas Verdes del Ejército de los Estados Unidos, mientras que el 116.º RMO pretende ser el equivalente argelino de la Fuerza Delta estadounidense.

## Misiones
El 116.º RMO está especializado en la lucha contraterrorista, las acciones de contrainsurgencia y la caza de terroristas yihadistas en zonas hostiles y complejas, así como en el rescate de rehenes.
Sin embargo, también es capaz de realizar operaciones muy diversas y variadas, se le puede encomendar la protección de autoridades civiles y altos mandos militares, así como realizar operaciones especiales, reconocimiento especial, incursiones tras las líneas enemigas y cualquier tipo de misiones especiales. Las misiones del 116.º RMO son:
- Guerra de guerrillas.
- Lucha antiterrorista y rescate de rehenes.
- Captura y neutralización de terroristas yihadistas ocultos en zonas remotas y en áreas hostiles y complejas.
- Misiones de reconocimiento especial.
- Captura y neutralización de objetivos de alto valor, fugitivos y delincuentes peligrosos.
- Protección y vigilancia cercana.
- Escolta y protección de personas VIP.
- Operaciones de acción directa.
- Operaciones especiales.
- Destrucción de objetivos estratégicos y sabotaje de instalaciones enemigas.

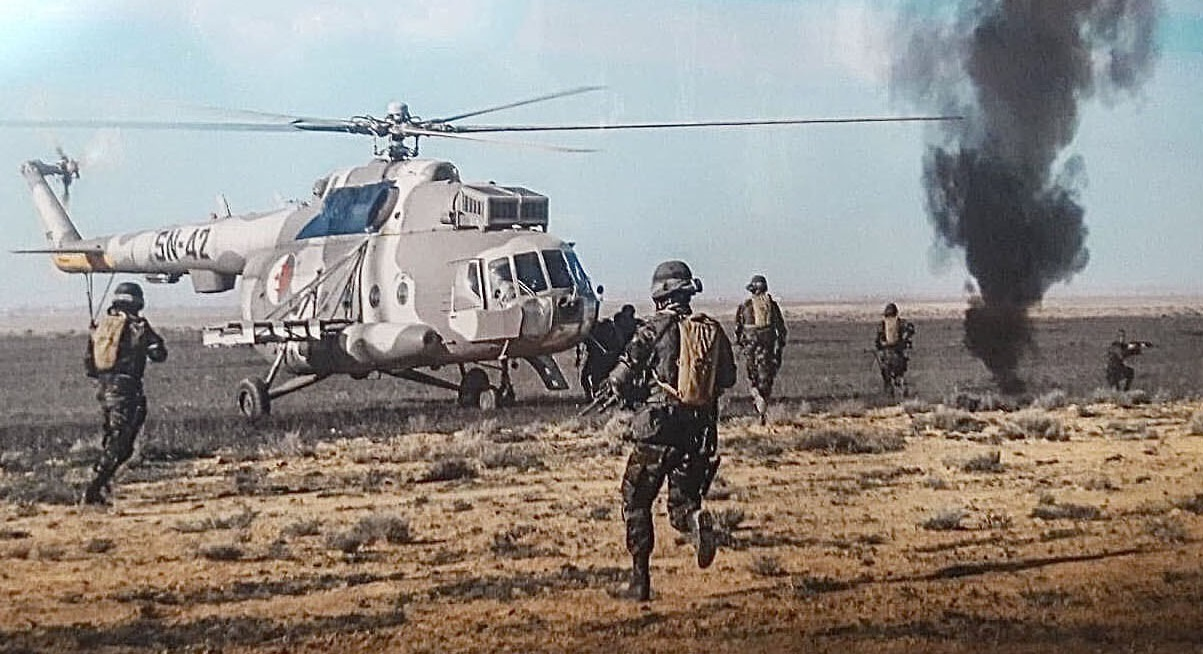
Un grupo de asalto del 116.º RMO durante un entrenamiento.

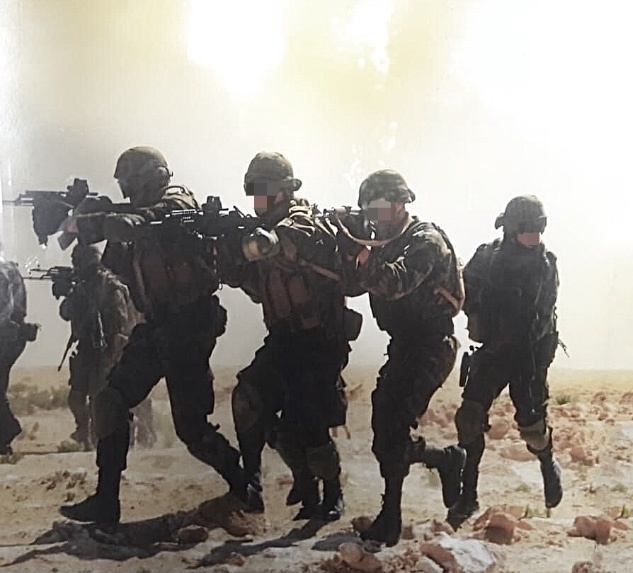
Un grupo de asalto del 116.º RMO durante un entrenamiento.

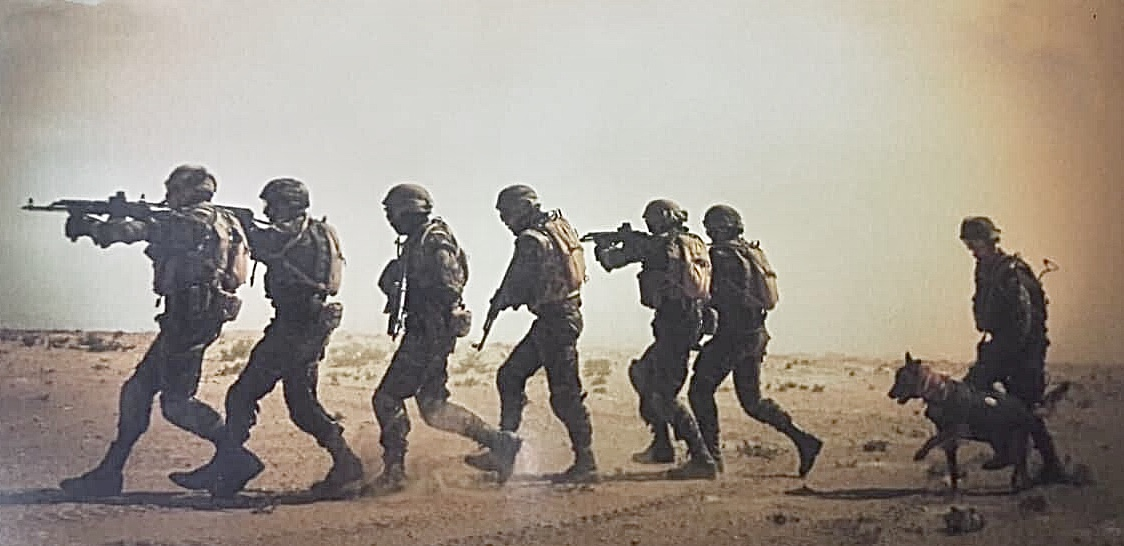
Un grupo de asalto del 116.º RMO durante un entrenamiento.

- Intervenciones en la costa.
- Operaciones de tipo técnico.

## Paracaidismo
El 116.º RMO es una unidad de paracaidistas, el regimiento recluta a sus futuros miembros entre los soldados del Ejército Argelino. El regimiento incluye a la mayoría de los miembros del antiguo Grupo de Intervención Especial (GIE).

## Organización
El regimiento dispone de varias compañías que cuentan con grupos especializados en paracaidismo y en saltos HALO/HAHO, escuadrones especializados en la lucha contraterrorista y en la liberación de rehenes, grupos de buzos y nadadores de combate, y escuadrones que llevan a cabo misiones de búsqueda y destrucción.
Por ello, el 116.º RMO tiene varias compañías especializadas:
- Un Estado Mayor.
- Una compañía especial con grupos de asalto especializados en llevar a cabo misiones de búsqueda y destrucción, misiones antiguerrilla, seguimiento y neutralización de terroristas, saltadores operativos, francotiradores, reconocimiento e inteligencia militar.
- Una compañía de intervención con grupos de intervención especializados en contraterrorismo y rescate de rehenes, grupos de intervención marítima, nadadores de combate, grupos de apoyo con tiradores designados armados con fusiles de francotirador equipados con miras telescópicas de alta precisión, grupos de protección cercana y guardaespaldas.

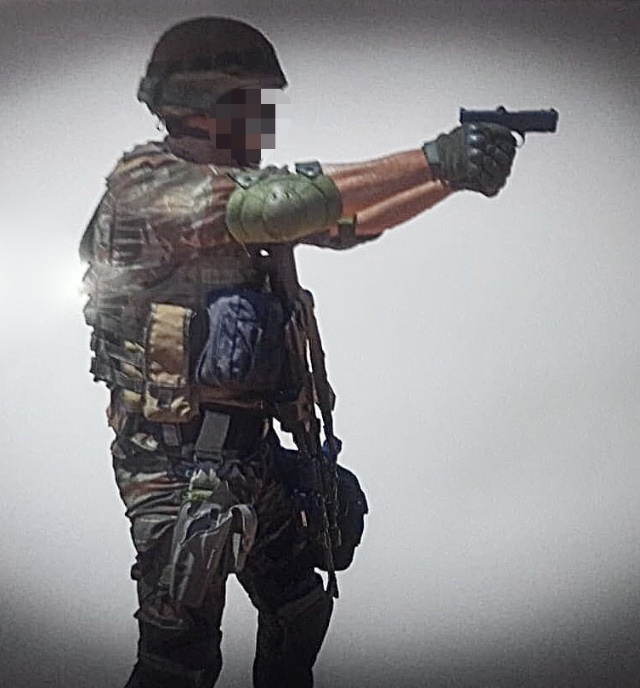
Un operador del 116.º RMO.

- Una compañía de intervención técnica con grupos de desminado y desactivación de explosivos, unidades caninas y K-9.

## Armamento
Los operadores tienen acceso a varios tipos de armas que se eligen según las necesidades y la naturaleza de la misión. Cada operador está equipado con un arma principal (fusil de asalto), una pistola y diferentes tipos de granadas (de fragmentación, de humo, aturdidoras, de alto explosivo, etcétera). Los tiradores designados y los francotiradores disponen de una multitud de opciones en cuanto a su armamento, que van desde los calibres pequeños y medianos hasta los grandes calibres utilizados por los fusiles antimaterial, lo que permite destruir equipos ligeros, especialmente con calibres pesados como el calibre 12,7 × 108 mm.

### Pistolas
Las luces tácticas, las miras láser, los silenciadores y los kits de conversión RONI (con silenciador y punto de mira) se montan a menudo en la Glock 17, que es el arma principal de los operadores del 116.º RMO.
| Nombre        | Imagen   | Origen                 | Tipo                   | Calibre              | Notas                                                                   |
| Pistolas      | Pistolas | Pistolas               | Pistolas               | Pistolas             | Pistolas                                                                |
| ------------- | -------- | ---------------------- | ---------------------- | -------------------- | ----------------------------------------------------------------------- |
| Caracal       |          | Emiratos Árabes Unidos | Pistola semiautomática | 9 × 19 mm Parabellum |                                                                         |
| Glock 17 / 18 |          | Austria                | Pistola semiautomática | 9 × 19 mm Parabellum | Puede equiparse con una linterna eléctrica y un kit de conversión RONI. |

### Subfusiles

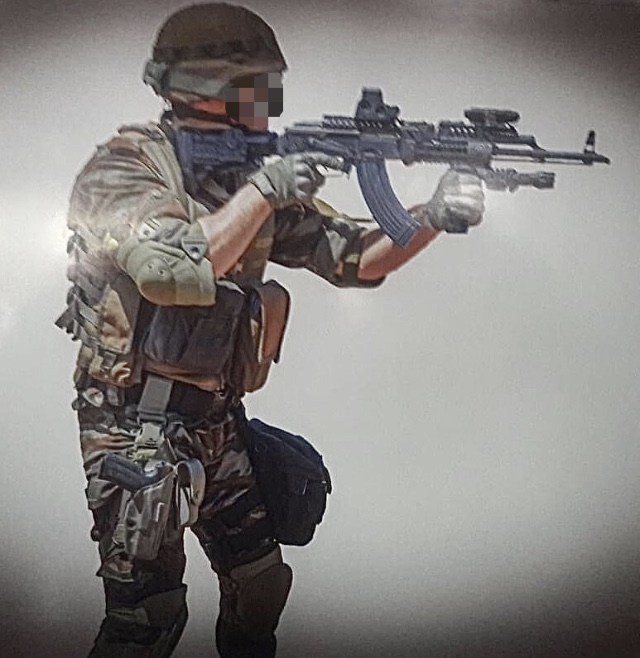
Un operador del 116.º RMO.

| Nombre             | Imagen     | Origen     | Tipo       | Calibre              |
| Subfusiles         | Subfusiles | Subfusiles | Subfusiles | Subfusiles           |
| ------------------ | ---------- | ---------- | ---------- | -------------------- |
| Heckler & Koch MP5 |            | Alemania   | Subfusil   | 9 × 19 mm Parabellum |
| Heckler & Koch MP7 |            | Alemania   | Subfusil   | HK 4,6 × 30 mm       |

### Fusiles de asalto
Los fusiles de asalto se personalizan en función del operador, estas armas pueden llevar punteros láser y miras holográficas, luces y empuñaduras tácticas, silenciadores, miras Eotech, ACOG y Aimpoint.
| Nombre             | Imagen            | Origen            | Tipo                       | Calibre           |
| Fusiles de asalto  | Fusiles de asalto | Fusiles de asalto | Fusiles de asalto          | Fusiles de asalto |
| ------------------ | ----------------- | ----------------- | -------------------------- | ----------------- |
| AKM                |                   | Unión Soviética   | Fusil de asalto            | 7,62 × 39 mm      |
| Heckler & Koch G36 |                   | Alemania          | Fusil de asalto            | 5,56 × 45 mm OTAN |
| Carabina M4        |                   | Estados Unidos    | Fusil de asalto y Carabina | 5,56 × 45 mm OTAN |

### Ametralladoras
| Nombre           | Imagen         | Origen          | Tipo                               | Calibre        |
| Ametralladoras   | Ametralladoras | Ametralladoras  | Ametralladoras                     | Ametralladoras |
| ---------------- | -------------- | --------------- | ---------------------------------- | -------------- |
| Ametralladora PK |                | Unión Soviética | Ametralladora de propósito general | 7,62 × 54 mm R |

### Fusiles de francotirador
| Nombre                   | Imagen                   | Origen                   | Tipo                     | Calibre                  |
| Fusiles de francotirador | Fusiles de francotirador | Fusiles de francotirador | Fusiles de francotirador | Fusiles de francotirador |
| ------------------------ | ------------------------ | ------------------------ | ------------------------ | ------------------------ |
| Sako TRG                 |                          | Finlandia                | Fusil de francotirador   |                          |
| Dragunov SVD             |                          | Unión Soviética          | Fusil de francotirador   |                          |
| Zastava M93 Black Arrow  |                          | Serbia                   | Fusil de francotirador   |                          |

### Escopetas
| Nombre           | Imagen    | Origen    | Tipo      | Calibre   |
| Escopetas        | Escopetas | Escopetas | Escopetas | Escopetas |
| ---------------- | --------- | --------- | --------- | --------- |
| SPAS-12          |           | Italia    | Escopeta  |           |
| Beretta RS-202M2 |           | Italia    | Escopeta  |           |

### Lanzagranadas acoplado
| Nombre                 | Imagen                 | Origen                  | Munición               | Fabricante                                                                   |
| Lanzagranadas acoplado | Lanzagranadas acoplado | Lanzagranadas acoplado  | Lanzagranadas acoplado | Lanzagranadas acoplado                                                       |
| ---------------------- | ---------------------- | ----------------------- | ---------------------- | ---------------------------------------------------------------------------- |
| GP-25                  |                        | Argelia Unión Soviética | Granada de 40 mm       | Empresa de Construcciones Mecánicas de KhenchelaKBP Instrument Design Bureau |

### Lanzacohetes
| Nombre       | Imagen       | Origen          | Tipo                          |
| Lanzacohetes | Lanzacohetes | Lanzacohetes    | Lanzacohetes                  |
| ------------ | ------------ | --------------- | ----------------------------- |
| RPG-7        |              | Unión Soviética | Granada propulsada por cohete |

## Equipamiento

### Cascos
| Nombre                 | Imagen | Origen         | Tipo             |
| Cascos                 | Cascos | Cascos         | Cascos           |
| ---------------------- | ------ | -------------- | ---------------- |
| Casco MICH             |        | Estados Unidos | Casco de combate |
| Casco OPS-Core FAST SF |        | Estados Unidos | Casco de combate |
| Casco Team Wendy Exfil |        | Estados Unidos | Casco de combate |

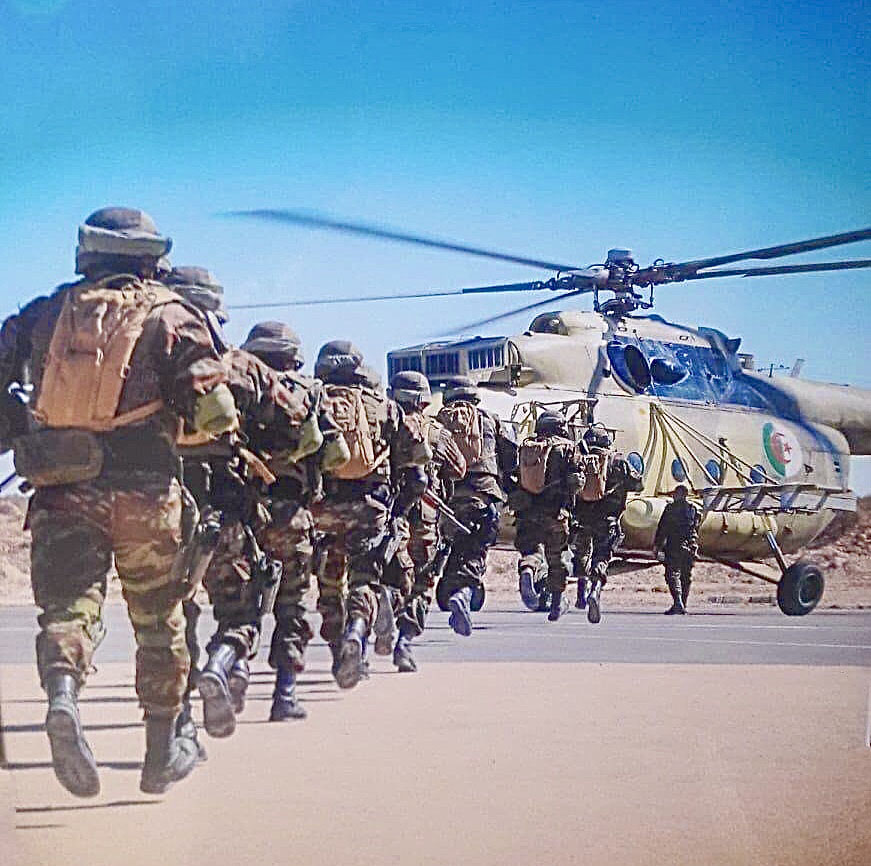
Un grupo de asalto del 116.º RMO durante un entrenamiento.

- Uniformes de las fuerzas especiales con camuflaje para bosque, desierto y jungla.
- Botas de combate.
- Chalecos antibalas.
- Placas balísticas.
- Pistoleras.
- Coderas y rodilleras.
- Gafas de protección.
- Máscaras balísticas.
- Pasamontañas y cubrecuellos.
- Guantes de protección.
- Protecciones para piernas y caderas.
- Mochilas.
- Sistema de hidratación.
- Chalecos tácticos para equipos de reconocimiento.
- Trajes Ghillie para francotiradores y tiradores designados.
- Escudos antibalas.
- Dispositivos de visión nocturna.
- Prismáticos de visión térmica.
- Miras nocturnas y de infrarrojos.
- Dispositivos de transmisión individual.
- Equipos transmisores y receptores de radio.
- Máscaras de protección en caso de alerta NRBQ.
- Equipos de desminado.
- Silenciadores.
- Miras Eotech.
- Miras ACOG.
- Sistema alemán de combate Gladius 2.0.[7]